# 李舟
李舟（740年—787年），字公受，祖籍陇西郡狄道县，或称陇州人，出自陇西李氏姑臧房，唐朝官员、音韵学家。
出生年份不详，推论生于开元二十八年（740年）。李舟是北魏秦州刺史李彦的后裔，水部員外郎、眉州刺史李岑之子。十六岁时，以黄老之学一举登第。十八岁，典校弘文馆。乾元二年（759年），赴汉南。杜甫有《送李校书二十六韵》为李舟送行。後入宣歙观察使崔昭幕府。随崔昭至浙东。官至虔州刺史。最终，李舟在鄱阳定居、逝世，年四十八。逝世年份不详，推论为贞元三年（787年）。同母弟李丹，将其归葬于洛阳某乡原。
隋朝陆法言作《切韵》，唐玄宗天宝时孙愐加以修订增补，成《唐韵》一书。他又将《唐韵》加以订正，成《切韵》十卷，使韵部排列以类相从，又使四声次序相配不乱，为宋代所修《广韵》所取法。其书今佚。
曾經寫信給其妹一段智者之言：「釋迦生中國，設教如周孔； 周孔生西方，設教如釋迦。天堂無則已，有則君子登；地獄無則已；有則小人入。」

## 家庭

### 祖父
- 李乾昇，唐朝秦王府户曹、赠太子舍人[2]

### 父母
- 李岑，唐朝水部郎中、眉州刺史[2]
- 安定席氏，礼部尚书席豫之女[2]

### 夫人
- 清河崔氏，封武城县君，生一女夭折[2]